# سيرهي دزيندزيروك
سيرهي دزيندزيروك (بالأوكرانية: Дзиндзирук Сергій Олександрович) مواليد 1 مارس 1976 في الاتحاد السوفيتي، هو ملاكم أوكراني. حقق بطولة منظمة الملاكمة العالمية. شارك في دورة الألعاب الأولمبية الصيفية سنة 1996.

## المسيرة الاحترافية
من نزالاته:
- خسر أمام سرخيو مارتينيز (12-03-2011).
- انتصر على جويل خوليو (01-11-2008).

## إحصائيات
خاض خلال مسيرته 40 نزالا، فاز في 37 وتعادل في 1 وخسر في 2. فاز بالضربة القاضية في 24 نزالا.

## روابط خارجية
- سيرهي دزيندزيروك على موقع بوكس ريك (الإنجليزية) (registration required)
- سيرهي دزيندزيروك على موقع أوليمبيديا (الإنجليزية)